# Jan Neruda
Pour les articles homonymes, voir Neruda.
Jan Nepomuk Neruda (9 juillet 1834, le 10 juillet d'après la pierre tombale, à Prague – 22 août 1891) est un écrivain réaliste, critique d'art et poète tchèque, l'un des membres les plus connus de l'École de Mai. Il est l'auteur du recueil de nouvelles Les Contes de Mala Strana (cs).

## Biographie
Il nait à Malá Strana, un quartier de Prague. Plus précisément, il est né dans la maison "aux deux soleils" dans la rue Ostruhová qui porte désormais son nom.  Il a vécu toute sa vie à Prague. Il entre en 1845 au lycée de Malá Strana (malostranské gymnasium) et en 1850 au lycée académique (akademické gymnasium). Son baccalauréat en poche, il échoue à l'examen pour entrer à la faculté de droit, sur les vœux de son père. Après quelques emplois de bureau sans grand intérêt, il essaie, de sa propre initiative cette fois-ci, d'entrer à la Faculté de philosophie, toujours sans succès.
Il travaille comme journaliste pour les journaux Národní listy (les Feuilles nationales), Obrazy domova (Vues domestiques), Čas (le Temps), Květy (les Fleurs), et avec V. Hálek il fonde le magazine Lumír. Il introduit le genre du feuilleton dans la presse tchèque.
En 1871, à la suite de voyages fréquents en Allemagne, en France, en Italie, en Grèce et en Égypte, il est déclaré traître à la nation austro-hongroise, qu'il ne s'est pas privé de critiquer car elle refusait toute réforme. Ses récits de voyage sont émaillés de remarques pertinentes et pointues, témoignages d'un observateur attentif aux détails.
Son œuvre promeut l'idée d'une renaissance de la culture tchèque. En tant qu'écrivain et que journaliste il prend part aux luttes politiques et culturelles de sa génération et gagne une réputation de critique au regard aigu. Il dépeint en particulier la bourgeoisie pragoise avec une verve satirique dans son célèbre recueil de nouvelles Povídky malostranské ("Contes de Mala Strana").
Il meurt en 1891 et est enterré au cimetière de Vyšehrad.
La principale rue du quartier de Malá Strana, auparavant nommée Ostruhová, porte son nom : Nerudova ulice (« rue Neruda »). Elle part de la place Malostranské et monte jusqu'au château de Prague.

## Patronyme
Le patronyme Neruda (signifiant en tchèque « pas de la famille ») est devenu, au XXe siècle, le nom de plume du poète et écrivain chilien Ricardo Eliécer Neftalí Reyes Basoalto plus connu comme Pablo Neruda.

## Publications
- Hřbitovní kvítí (Fleurs de cimetière), 1857
- Knihy veršů (Livre de vers), 1867
- Zpěvy páteční (Chants du vendredi), 1869
- Povídky malostranské (Contes de Mala Strana), 1877[1]
- Písně kosmické (Chants cosmiques), 1878
- Balady a romance (Ballades et Romances), 1878–83
- Prosté motivy (Simple Motifs), 1883

## Édition en français
- Les Contes de Malá Strana, Ginkgo éditeur [« Petite Bibliothèque slave »], 2021, 212 p. (ISBN 978-2-84679-480-0).